# Верхньовизницька сільська рада
| Верхньовизницька сільська рада — колишній орган місцевого самоврядування у Мукачівському районі Закарпатської області з адміністративним центром у с. Верхня Визниця. Сільській раді були підпорядковані населені пункти: - с. Верхня Визниця - с. Клочки - с. Лісарня |

## Склад ради
Рада складалася з 16 депутатів та голови.

## Керівний склад сільської ради
| ПІБ                       | Основні відомості                                                 | Дата обрання | Дата звільнення |
| ------------------------- | ----------------------------------------------------------------- | ------------ | --------------- |
| Сарканич Михайло Іванович | Сільський голова, 1955 року народження, освіта, безпартійний      | 26.03.2006   | 31.10.2010      |
| Кушнір Михайло Андрійович | Сільський голова, 1970 року народження, освіта вища, безпартійний | 31.10.2010   |                 |

Примітка: таблиця складена за даними джерела

## Населення
Згідно з переписом УРСР 1989 року чисельність наявного населення сільської ради становила 2066 осіб, з яких 1023 чоловіки та 1043 жінки.
За переписом населення України 2001 року в сільській раді мешкало 2006 осіб.

### Мова
Розподіл населення за рідною мовою за даними перепису 2001 року:
| Мова       | Відсоток |
| ---------- | -------- |
| українська | 99,01 %  |
| російська  | 0,84 %   |
| білоруська | 0,05 %   |
| гагаузька  | 0,05 %   |